# 阿爾特姆·米列夫斯基
阿尔特姆·沃洛迪米羅維奇·米列夫斯基（1985年1月12日—），烏克蘭白羅斯裔足球員，現效力烏克蘭足球甲級聯賽米奈足球俱樂部，司職前鋒。他亦是烏克蘭國腳。

## 球會生涯
米列夫斯基的足球生涯在烏克蘭球會博里斯芬。2002年，他轉投基輔戴拿模。2006年，他在烏克蘭體育報章《科曼達》（Команда）所舉辦，由足球記者、主教練和隊長組成的傳統調查中壓過第二名的沙希利·卡拉夫真高成為烏克蘭8月份最佳足球員。
2007年9月6日，他在球會80週年紀念日對AC米蘭的友賽中攻入頭球，雙方最終2-2打成平手。然而，他在2007/08球季因傷只上陣了11場及攻入5球，最終該季由薩克達奪冠。
2008年8月6日，他在2008/09賽季歐洲聯賽冠軍盃第二圈對杜希達聯的第二回合賽事中射入一球關鍵的十二碼，最終雙方2-2打和，合計兩回合以4-3晉級。一週後，他在歐聯外圍賽第三圈對死敵莫斯科斯巴達的賽事中於落後0-1的情況下連續攻入兩球並交出一個助攻，最終以4-1的比分取得客場勝利，次回合球會亦以同樣的比分擊敗對手。
2008年，他雖然在烏克蘭超級盃決賽對薩克達的賽事進行至6分鐘時已經取得入球，不過最終雙方1-1打成平手，基輔戴拿模最終在互射十二碼階段以5-3勝出。

## 國際賽生涯
2000年，米列夫斯基在入籍烏克蘭之前曾代表白俄羅斯出戰歐洲U-16足球錦標賽外圍賽。2004年，他亦曾代表烏克蘭U19出戰歐洲U-19足球錦標賽並打入四強。2005年，他參與了世界青年足球錦標賽，最終球隊在16強止步。
2006年，他被選入烏克蘭U21並出戰歐洲U-21足球錦標賽，雖然烏克蘭隊在決賽中敗給荷蘭U21，不過米列夫斯基卻與另一名前鋒卡斯-真·亨特拿一同並列於最佳陣容中的前鋒位置。在分組賽期間，他在對荷蘭的賽事中以一記安東尼·彭倫卡式十二碼入球而為人熟悉，烏克蘭隊最終以2-1的比分勝出。
其後，他被選入2006年世界盃的烏克蘭大軍名單。2006年6月19日，他在對沙地阿拉伯的賽事進行至最後一分鐘時入替著名的安德烈·舒夫真高，烏克蘭隊最終以4-0的比分擊敗對手。
在第二回合對瑞士的賽事中，雙方法定時間打和0-0，米列夫斯基是烏克隊的3名射入十二碼球員中的其中一位（他再次以安東尼·彭倫卡式十二碼取得入球），烏克蘭隊雖然最終在互射十二碼以3-0勝出，然而在及後對傳統勁旅意大利的八強戰中以0-3的比分不敵對手。
2008年2月6日，他在對塞浦路斯的友賽中取得他首個國際賽入球。
2009年2月10日，他在對斯洛伐克的友賽中攻入十二碼而取得自己第二個的國際賽入球。

## 生涯數據
截至2009年8月31日
| 球會       | 球季    | 聯賽 | 聯賽 | 盃賽 | 盃賽 | 歐洲賽 | 歐洲賽 | 超級盃 | 超級盃 | 合計 | 合計 |    |
| 球會       | 球季    | 上陣 | 入球 | 上陣 | 入球 | 上陣   | 入球   | 上陣   | 入球   | 上陣 | 入球 |    |
| ---------- | ------- | ---- | ---- | ---- | ---- | ------ | ------ | ------ | ------ | ---- | ---- | -- |
| 基輔戴拿模 | 2002-03 | 6    | 1    | 4    | 1    | 0      | 0      | 0      | 0      | 10   | 2    |    |
| 基輔戴拿模 | 2003-04 | 7    | 1    | 3    | 1    | 1      | 0      | 0      | 0      | 11   | 2    |    |
| 基輔戴拿模 | 2004-05 | 16   | 3    | 3    | 1    | 0      | 0      | 0      | 0      | 19   | 4    |    |
| 基輔戴拿模 | 2005-06 | 9    | 0    | 4    | 3    | 0      | 0      | 0      | 0      | 13   | 3    |    |
| 基輔戴拿模 | 2006-07 | 14   | 5    | 3    | 0    | 6      | 1      | 1      | 1      | 24   | 7    |    |
| 基輔戴拿模 | 2007-08 | 21   | 5    | 7    | 0    | 4      | 0      | 0      | 0      | 32   | 5    |    |
| 基輔戴拿模 | 2008-09 | 24   | 10   | 2    | 0    | 15     | 7      | 1      | 1      | 42   | 18   |    |
| 基輔戴拿模 | 2009-10 | 6    | 4    | 1    | 1    | 0      | 0      | 1      | 0      | 8    | 5    |    |
| 基輔戴拿模 | 合計    |      | 103  | 29   | 29   | 7      | 26     | 8      | 3      | 2    | 159  | 46 |

## 榮譽
基輔戴拿模
- 烏超：2003、2004、2007、2009
- 烏克蘭盃：2003、2005、2006、2007
- 烏克蘭超級盃：2004、2006、2007、2009

烏克蘭U21
- 歐洲U-21足球錦標賽：亞軍

## 備註
1. ↑  烏克蘭語羅馬化：Artem Volodymyrovych Milevskyi
2. ↑  白羅斯語羅馬化：Artsyom Uladzimiravich Milewski

## 外部連結
- （乌克兰語）米列夫斯基在基輔戴拿模官方網頁上的簡介 （页面存档备份，存于）
- （英文）2006 World Cup player profile （页面存档备份，存于）